# Changement de cap
Pour les articles homonymes, voir Changement de Cap (homonymie).
Changement de cap est un téléfilm de fiction réalisé en France en 1998. Il est réalisé par Patrick Malakian et joué notamment par Mimie Mathy, Claude Gensac, Thierry Ashanti et Denis Braccini.

## Résumé
Lorsqu'elle surprend son mari dans les bras d'une autre femme, Marilyn n'a plus qu'une idée : mourir. Ce serait chose faite sans l'intervention de Dora, bonne fée adorable mais un tantinet envahissante, qui n'a de cesse de vouloir lui rendre le sourire... de gré ou de force! Commence alors, entre Marilyn et ce charmant tyran, un chassé-croisé mouvementé où larmes, humour, tendresse et amitié se déclinent au gré des ponts et des entreponts, sur fond de contrat juteux et de passager clandestin.

## Fiche technique
- Réalisation : Patrick Malakian
- Scénario : Bruno Chapelle, Martyne Visciano
- Durée : 90 minutes
- Pays :  France

## Distribution
- Mimie Mathy : Marilyn
- Claude Gensac : Dora
- Denis Braccini : Tino
- Yves Jacques : Cariou
- Louise Ehrlich : Corinne
- Thierry Ashanti : David
- Saïda Jawad : Zina
- Patrick Malakian : Pascal
- Luc Saint-Éloy : Douanier